# 孫志仁
孫志仁，福建連江县西人，清朝政治人物、同進士出身。
康熙三十九年（1700年）庚辰科進士，擔任夏津县知县。